# 25e cérémonie des Nika
La 25e cérémonie des Nika, organisée par l'Académie russe des sciences et des arts cinématographiques, s'est déroulée le 8 avril 2012 et a récompensé les films russes sortis en 2011.
Le film Il était une fois une bonne femme d'Andreï Smirnov remporte six prix dont ceux du meilleur film et de la meilleure actrice.

## Palmarès

### Nika du meilleur film
- Il était une fois une bonne femme d'Andreï Smirnov
  - Vyssotski. Merci d'être vivant de Piotr Bouslov
  - Elena d'Andreï Zviaguintsev
  - Sibérie. Mon amour de Slava Ross
  - Shapito Show de Sergueï Loban

### Nika du meilleur film de CEI, de Géorgie et des États baltes
- Y-a-t-il un théâtre là-bas? de Nana Djanelidze •  Géorgie
  - Et il n'y avait pas de meilleur frère de Mourad Ibrahimbekov •  Azerbaïdjan
  - Lettres à l'ange de Salev Keedous •  Estonie
  - Présomption de consentement de Farkhot Abdoullaïev •  Tadjikistan
  - Plomb de Zoulfikar Mousakov •  Ouzbékistan

### Nika du meilleur réalisateur
- Andreï Zviaguintsev pour Elena
  - Sergueï Loban pour Shapito Show
  - Andreï Smirnov pour Il était une fois une bonne femme

### Nika du meilleur acteur
- Sergueï Garmach pour son rôle dans La Maison
  - Piotr Zaïtchenko pour son rôle dans Sibérie. Mon amour
  - Maxime Soukhanov pour son rôle dans Boris Godounov

### Nika de la meilleure actrice
- Daria Ekamasova pour son rôle dans Il était une fois une bonne femme
- Nadejda Markina pour son rôle dans Elena
  - Oksana Akinchina pour son rôle dans Vyssotski. Merci d'être vivant
  - Ksenia Rappoport pour son rôle dans Deux jours
  - Oksana Fandera pour son rôle dans Les lumières du bordel

### Nika du meilleur acteur dans un second rôle
- Roman Madianov pour son rôle dans Il était une fois une bonne femme
  - Andreï Merzlikine pour son rôle dans Boris Godounov
  - Andreï Panine pour son rôle dans Vyssotski. Merci d'être vivant

### Nika de la meilleure actrice dans un second rôle
- Elena Liadova pour son rôle dans Elena
  - Evguenia Dobrovolskaya pour son rôle dans Gromozeka
  - Larisa Malevannaya pour son rôle dans La Maison
  - Irina Rozanova pour son rôle dans Deux jours

### Nika du meilleur scénario
- Il était une fois une bonne femme – Andreï Smirnov
  - Un Samedi comme les autres – Alexandre Mindadze
  - Elena – Oleg Neguine et Andreï Zviaguintsev
  - Shapito Show – Marina Potapova

### Nika de la meilleure musique
- Cible – Leonid Desyatnikov
  - La Maison – Edouard Artemiev
  - Shapito Show – Jak Polyakov

### Nika de la meilleure photographie
- Elena – Mikhaïl Kritchman
  - Cible – Alexandre Ilkhovski
  - Il était une fois une bonne femme – Youri Chaigardanov et Nikolaï Ivasiv

### Nika du meilleur son
- Vyssotski. Merci d'être vivant – Vladimir Litovnik
  - La Maison – Sergueï Boubenko
  - Elena - Andreï Dergatchev
  - Il était une fois une bonne femme - Andreï Khoudiakov

### Nika des meilleurs décors
- Il était une fois une bonne femme – Vladimir Goudiline
  - Shapito Show – Aliona Kudrevitch
  - Cible - Youri Kharikov et Vladimir Rodimov

### Nika des meilleurs costumes
- Il était une fois une bonne femme – Lioudmila Gaintseva
  - Bédouins - Nadejda Vasilieva
  - Cible – Tatiana Parfenova, Youri Kharikov, Irina Milakova et Alexander Petlioura
  - Vyssotski. Merci d'être vivant – Ekaterina Shapkaits

### Nika de la révélation de l'année
- Dmitri Astrakhan – acteur de Vyssotski. Merci d'être vivant
  - Mikhail Protsko – acteur de Sibérie. Mon amour
  - Konstantin Bouslov – réalisateur de Butin
  - Angelina Nikonova – réalisatrice de Portrait au crépuscule

## Statistiques

### Récompenses/nominations multiples
6/9 : Il était une fois une bonne femme
4/7 : Elena
2/6 : Vyssotski. Merci d'être vivant
0/5 : Shapito Show
1/4 : La Maison
1/4 : Cible
1/3 : Sibérie. Mon amour
1/2 : Boris Godounov
0/2 : Deux jours